# Perkain
Perkain fue un jugador de pelota vasca de finales del siglo XVIII, que era natural de la localidad de Aldudes (Baja Navarra).
Está considerado como la primera gran figura de la pelota vasca. Siendo un personaje real e histórico, su figura fue mitificada y pasó a formar parte de la tradición popular vasca. Este hecho contribuyó a convertirlo, junto con sus rivales coetáneos, en uno de los primeros pelotaris cuyo nombre se recuerda.

## Juego de "laxoa"
Perkain jugaba a una especialidad de la pelota vasca denominada laxoa. Este juego, que aun sigue practicándose hoy en día el Valle de Baztán (Navarra) era una variante local del longue paume, una de las modalidades del jeu de paume. A finales del siglo XVIII, el juego de "laxoa" era el juego de pelota dominante en Euskal Herria. Se jugaba en equipos de cuatro jugadores que se enfrentaban cara a cara al modo del tenis, aunque sin una red que separase los campos. Los pelotaris utilizaban un guante o laxoa para lanzarse la pelota entre sí. En el siglo XIX este juego iría cayendo en desuso a medida que iban naciendo nuevas especialidades de pelota derivados del mismo, hasta configurarse las actuales especialidades dominantes de la pelota vasca.

## Perkain histórico
Se conocen escasos datos biográficos de "Perkain". Su fecha de nacimiento se calcula entre 1760 y 1770 en virtud de la época en la que se encuentran documentados los partidos en los que participó. Se sabe que era natural de Aldudes, una localidad de la Baja Navarra fronteriza con España y más concretamente del barrio de Camuqueguy (Camuquey o Zamukei en euskera). Se desconocen el lugar y fecha de su fallecimiento.
Perkain no era su nombre real, sino el apodo por el que se le conocía, procedente de su casa natal, "Perkainea" o posiblemente "Perkainenea". Su nombre real no aparece mencionado en las canciones populares que glosan sus hazañas, pero sí en un contrato de apuesta escriturado en Tolosa (Guipúzcoa) el 28 de agosto de 1795 previo a un partido y en el que se le menciona como Juan de Inda, alias Percain. Según Louis Dassance su nombre real era Juan Martin Inda (Jean-Martin Inda en francés).
Considerando las leyendas y canciones existentes sobre su figura se puede establecer de forma bastante plausible como dato biográfico, que como muchos otros vasco-franceses buscó refugio en España a raíz de la Revolución Francesa. Su nombre aparece en la disputa de varios partidos de pelota al sur de los Pirineos durante la década de 1790. Su partido mejor documentado, desde el punto de vista histórico, es uno que disputó el 18 de octubre de 1796 en Oyarzun (Guipúzcoa). La prohibición legal a este partido y el pleito suscitado a raíz de ello hacen que esté ampliamente documentado. Esta documentación fue investigada por Manuel Lekuona.

### El partido de Oyarzun de 1796
Aquel partido, concertado desde hace mucho tiempo para el 18 de octubre a las ocho de la mañana, y que había suscitado gran interés, fue explícitamente prohibido por Miguel de Barcáiztegui, diputado general de Guipúzcoa para evitar el fuerte cruce de apuestas que se preveía en el mismo. El día del partido a la hora concertado apareció en el juego de pelota de Oyarzun, Perkain con otro pelotari conocido como Simón el Navarro. El alcalde suplente de Oyarzun presente en el lugar informó a los jugadores de que el partido concertado había sido prohibido, pero debido a la masiva afluencia de público que había acudido al lugar y entre los que se encontraban personajes notables como el Marqués de Valdespina o varios diputados forales, consintió que se organizara otro partido en el lugar, permitiéndose el cruce de una apuesta de 30 ducados, el máximo permitido por los Fueros, entre los contendientes. Tras negarse a jugar Perkain y Simón inicialmente dicho partido y tras arduas negociaciones, finalmente aceptaron jugar un encuentro "diferente al que se había concertado", pero en el que participaron curiosamente los mismos pelotaris que iban a disputar el partido previsto originalmente, es decir, por un bando; Perkain, Simón, uno de Goizueta y otro de Andoáin; y por el otro bando, el "Estudiante de Aranaz", "Chinchoa", uno de Sara y "Tolosha" de San Sebastián. Esa triquiñuela legal para permitir la disputa del partido obligó al alcalde suplente de Oyarzun a justificar su acción ante las autoridades. Hubo citaciones y cruce de cartas y oficios entre ambas autoridades sin que resultara nada memorable de ello, pero que permitieron que quedara amplio testimonio del encuentro. Paradójicamente nadie sabe el resultado de aquel partido.
Lo que si puede reflejar aquel encuentro es la capacidad de convocatoria que tenían los pelotaris de la época y especialmente Perkain. No se trataba ya de encuentros locales sino de partidos en los que participaban pelotaris de diferentes provincias. En aquel encuentro por ejemplo había participando pelotaris guipuzcoanos, navarros, labortanos y bajonavarros.

## Perkain legendario
Cabe pensar que Perkain fue probablemente el pelotari más reputado de su época. Por ello su figura fue magnificada y convertida en una suerte de héroe nacional y un personaje de leyenda por los labortanos y bajo-navarros, entrando a formar parte de su cultura popular.
Su figura aparece enfrentada a grandes rivales, principalmente el labortano Azantza y Gurutchet, el Zurdo.
A Perkain le tocó vivir la convulsa época de la Revolución Francesa en la que El Terror se cebó especialmente en las provincias vasco-francesas. Ídolo deportivo, obligado probablemente a exiliarse en España, este hecho pudo convertirle en el héroe popular que buscaban los vascos de aquella época duramente castigados por la represión revolucionaria.
Las leyendas e historias sobre Perkain divergen en los detalles sobre su figura. Para algunos Perkain era alto y espigado, para otros bajo y grueso; no se sabe si era carpintero o labrador, pero todas ellas hablan de su enorme destreza en el juego de pelota.

### El desafío de Aldudes
La leyenda más famosa sobre Perkain cuenta que estando este viviendo en el valle de Baztán, donde se había exiliado, recibió la noticia de un partido organizado por su gran rival Curutchet, "el Zurdo", en Aldudes. Perkain, buscado por "contrarrevolucionario" por las autoridades francesas pidió un salvoconducto para cruzar la frontera y tras disputar el partido contra Curutchet poder volver a España sin ser detenido. Las autoridades locales le concedieron el salvoconducto y este cruzó la frontera para disputar el partido.
En este punto las versiones de la historia difieren. Unas afirman que las autoridades francesas fueron escrupulosas con el salvoconducto dado y Perkain pudo regresar a España sin problemas tras haber vencido a Curutchet. 
La versión más conocida, sin embargo, habla de que las autoridades de Bayona, no sintiéndose comprometidas por el salvoconducto que se le había dado, mandaron un piquete de soldados para detener al pelotari. Sin embargo al llegar al lugar se encontraron con un gentío de 6.000 personas que impidieron la detención de su ídolo, que tras vencer a Curutchet fue llevado por esta misma multitud armada con garrotes hasta la frontera. Una variante de esta misma versión habla de que el comandante de los soldados, una vez llegó al lugar, para apaciguar los ánimos del gentío permitió la disputa del partido aunque anunció que prendería a su finalización a Perkain. Perkain disputó el partido y en el último juego, cuando ya iba a vencer a Curutchet, lanzó un pelotazo dirigido contra el jefe del piquete matándolo y logrando alcanzar la frontera con la ayuda del pueblo.
Esta leyenda popular se convirtió es el tema central de la obra dramática Perkain; drame sous la Terreur et dans le pays Basque de Pierre Harispe, que dio a su vez origen a una ópera, Perkain le basque, estrenada en 1931.

### Perkain y Azantza
Dos de los partidos legendarios que disputó Perkain le enfrentaron al que probablemente fue su gran rival de la época, el labortano Azantza. Perkainen kantua (El canto de Perkain), también conocido como Perkain eta Azantza (Perkain y Azantza) es la canción mejor conservada sobre la figura de Perkain y habla de dicha rivalidad.
Este canto habla del partido de Saint-Palais, un desafío entre labortanos y bajonavarros que se disputó en la localidad de Saint-Palais. Los labortanos habían humillado nueve años antes a los navarros en este desafío. Sin embargo esta vez, los navarros con Perkain al frente, vencieron a los labortanos que estaban liderados por Azantza. Una estrofa del canto dice 

Azantzako semea nik ez dut mendratzen, (Al hijo de Azantza yo no domino)

Bere parerik ez du pilota botatzen; (nadie lanza la pelota como él)
Bai, bainan Perkain hori ez zuen latsatzen   (sí, pero ese Perkain no se intimidaba)

Plaza guziarentzat bera aski baitzen ! (porque él solo se bastaba para toda la plaza

Otra historia popular habla de un partido que enfrentó a Perkain con Azantza en la localidad labortana de Louhossoa. Perkain vencía en el partido a Azantza y uno de los espectadores, un navarro que estaba montado sobre una mula, no cesaba de gritar "¡Trescientos francos por Perkain!", sin que nadie aceptara la apuesta. La insistencia del navarro acabó con la paciencia de Azantza y este lanzó un pelotazo contra la montura del navarro provocando su caída. La confusión resultante fue enorme y en ese momento la hermana de Azantza acabó gritando "¡Mil francos por mi hermano!", apuesta que fue aceptada por alguno de los espectadores. El incidente y las fabulosas cantidades de dinero en juego, pusieron nervioso a Perkain, que por una vez acabó no dando una a derechas y perdiendo el partido.

### El partido de Tolosa
Otro de los partidos que disputó Perkain, que aparece citado en una canción es uno que disputó en Tolosa (Guipúzcoa) en una fecha indeterminada. Se conservan seis estrofas de dicha canción que comienza con "Bat zen Perkain zaharra..." (Uno era Perkain el viejo). En dicho partido aparece Perkain, jugando junto a su hijo y Curutchet, su rival del famoso desafío. Entre sus contrarios aparecen Azantza y un tal Haroztegui. El equipo de Perkain se proclama vencedor y la canción le acaba proclamando como el más grande de los tres reinos (aludiendo a Guipúzcoa, Labort y Navarra). 

### Perkain y Harispe
Una historia cuenta que estando Perkain ya retirado, contemplaba un partido de pelota junto al Mariscal Harispe. Aquel partido se jugaba con unos guantes de cuero de nuevo cuño, más largos que los que se utilizaban en la época de Perkain. Harispe preguntó a Perkain hasta donde hubiera sido capaz él de lanzar la pelota si hubiera tenido esos guantes en su época de jugador. Perkain contestó muy serio: "Pues creo que podría haberla enviado, sin gran esfuerzo desde Baïgorry hasta Errazu...". Estas dos localidades están separadas por kilómetros de distancia y montañas que sobrepasan los mil metros.

## Obras sobre Perkain
- Bat zen Perkain zaharra,... (Uno era Perkain el viejo....): canción popular que cuenta un partido de pelota vasca disputado por Perkain en Tolosa (Guipúzcoa). Se conservan seis estrofas de la canción
- Perkainen kantua (El canto de Perkain) o Perkain eta Azantza (Perkain y Azantza): canción popular vascofrancesa que cuenta el partido que enfrentó a Perkain con Azantza en Saint-Palais.
- Perkain; drame sous la Terreur et dans le pays Basque (1903): publicada en París y escrita en francés por el escritor vasco-francés Pierre Harispe. Ambientada durante el periodo del Terror, cuenta la historia del legendario partido de pelota entre Perkain y Curutchet.
- Perkain, le basque (1931): ópera con libreto de Pierre-Barthélemy Gheusi y música de Jean Poueigh. Fue estrenada en Burdeos en 1931. Está basada en la obra de Harispe. Su acción se desarrolla en Aldudes, Itxassou y Ustaritz. La música está basada en melodías populares pirenaicas, principalmente vascas.